# NGC 7001
NGC 7001 هي مجرة حلزونية متوسطة تبعد حوالي 300 مليون سنة ضوئية تقع في كوكبة الدلو. يبلغ قطرها حوالي 106000 سنة ضوئية. تم اكتشافه من قبل عالم الفلك الإنجليزي جون هيرشيل في 21 يوليو 1827، ولاحظه أيضا عالم الفلك النمساوي رودولف سبيتالر في 26 سبتمبر 1891.

## وصلات خارجية
- NGC 7001 على موقع ويكي سكاي: DSS2, SDSS, GALEX, IRAS, Hydrogen α, X-Ray, Astrophoto, Sky Map, Articles and images